# Чернооково (Добричская область)
Чернооково (болг. Чернооково) — село в Болгарии. Находится в Добричской области, входит в общину Генерал-Тошево. Население составляет 299 человек.

## Политическая ситуация
В местном кметстве Чернооково, в состав которого входит Чернооково, должность кмета (старосты) исполняет Марина Георгиева Момчева (коалиция в составе 2 партий: Политическое движение социал-демократов (ПДСД), Болгарская социалистическая партия (БСП)) по результатам выборов правления кметства.
Кмет (мэр) общины Генерал-Тошево — Димитр Михайлов Петров (коалиция в составе 2 партий: Политическое движение социал-демократов (ПДСД), Болгарская социалистическая партия (БСП)) по результатам выборов в правление общины.